# Česká unie sportu
Česká unie sportu, ČUS (do 27. dubna 2013 Český svaz tělesné výchovy, ČSTV) je český spolek. Sdružuje sportovní a tělovýchovné svazy s celostátní působností. Nejvyšším orgánem je valná hromada, nejvyšším výkonným orgánem je výkonný výbor.
Za rok 2011 vykázal ČSTV ztrátu 1,1 miliardy korun. Do roku 1990 zkratku ČSTV používal Československý svaz tělesné výchovy a sportu. Česká unie sportu je zřizovatelem Vyšší odborné školy ČUS, jejíž absolventi získají titul DiS.
ČUS je majoritním akcionářem společnosti SKIAREÁL Špindlerův Mlýn, a.s. Areál si v listopadu 2012 na 20 let s opcí na dalších 20 let pronajala akciová společnost MELIDA.

## Předsedové
- Ing. Vladimír Srb (1990–2010)
- Pavel Kořan (2010[3]–2012)
- Miroslav Jansta (2012–2025)[4]
- Jan Boháč (od června 2025)

## Sportovní svazy sdružené v České unii sportu (bývalém ČSTV)
| - Český svaz aerobiku - Český svaz akrobatického rock and rollu - Česká asociace amerického fotbalu - Český atletický svaz - Český badmintonový svaz - Česká baseballová asociace - Česká basketbalová federace - Českomoravský billiardový svaz - Český svaz bobistů a skeletonistů - Česká unie bojových umění - Česká boxerská asociace - Český svaz curlingu - Český svaz cyklistiky - Česká asociace extrémních sportů - Český florbal - Fotbalová asociace České republiky - Česká golfová federace - Česká gymnastická federace - Český svaz házené - Českomoravský svaz hokejbalu - Český horolezecký svaz - Horská služba ČR - Česká asociace cheerleaders - Český svaz jachtingu - Česká jezdecká federace - Český svaz jógy - Český svaz juda - Český svaz kanoistů - Česká unie kolečkových bruslí - Český korfbalový svaz - Český krasobruslařský svaz - Svaz kulturistiky a fitness České republiky - Český svaz kuší - Česká kuželkářská a bowlingová federace - Česká lakrosová unie - Český svaz ledního hokeje - Český lukostřelecký svaz | - Svaz lyžařů České republiky - Český svaz metané - Český minigolfový svaz - Český svaz moderní gymnastiky - Český svaz moderního pětiboje - Česká Muaythai Asociace - Svaz národní házené - Český nohejbalový svaz - Český svaz orientačních sportů - Česká asociace pétanque klubů - Český svaz plaveckých sportů - Český svaz pozemního hokeje - Česká asociace sleddog sportů - Asociace rádiového orientačního běhu ČR - Český svaz rekreačního sportu - Česká rugbyová unie - Český svaz rychlobruslení - Českomoravská sáňkařská asociace - Český svaz silového trojboje - Český svaz skibobistů - Česká softballová asociace - Česká asociace squashe Archivováno 15. 6. 2020 na Wayback Machine. - Česká asociace stolního tenisu - Šachový svaz České republiky - Český šermířský svaz - Český svaz Taekwon-Do ITF - Český tenisový svaz - Český svaz triatlonu - Česká asociace univerzitního sportu - Český veslařský svaz - Český svaz vodního lyžování - Český svaz vodního motorismu - Český svaz vodního póla - Český volejbalový svaz - Český svaz vzpírání - Svaz zápasu ČR - Unie zdravotně postižených sportovců České republiky |

## Sportovní svazy přidružené k ČUS
| - Asociace bazénů a saun ČR - Asociace plaveckých škol - Asociace pracovníků v regeneraci - Česká asociace Go - Česká foosballová organizace - Český bridžový svaz - Česká asociace racketlonu - Český rybářský svaz - Český svaz koloběhu - Český svaz mariáše - Unie šipkových organizací ČR | - Paintball Games Bohemia Association - Sdružení zimních stadionů v ČR - Unie armádních sportovních klubů ČR - Unie hráčů stolního hokeje - Česká unie sportu v přetahování lanem - Česká Bowls asociace - Česká ricochetová asociace - Česká asociace Nordic Walking - Česká šipková organizace - Česká asociace Stiga Game - Asociace českomoravského kroketu |